# Ингушская народная песня
Ингу́шская наро́дная пе́сня — фольклорное произведение, которое сохраняется в народной памяти и передаётся в устной форме, продукт коллективного устного творчества ингушского народа. Имеет преемственность от более раннего вершинного жанра ингушского фольклора, героико-эпических песен — илли, чьи накопленные богатые традиции и поэтические средства трансформировались в другие жанры ингушского фольклора, в том числе в народные песни.
Впервые ингушские песни на ингушском языке были записаны М. И. Джабагиевым в конце XIX — начале XX вв. при помощи созданного им самим ингушского алфавита на основе латинской графики. Позже они были опубликованы в различных изданиях, самым значительным из которых является изданный в 1935 году в Париже сборник «Ингушские народные тексты» на ингушском и французском языках в переводе Ж. Дюмезиля. В сборнике были опубликованы также некоторые ингушские илли. В 1895 году в газете «Кавказ» была опубликована старинная ингушская песнь (илли) «Махкинан» (ингуш. Мехканана). Ингушские песни записал в начале XX века и Ф. И. Горепекин при помощи разработанного им самим алфавита, а в 1932 году в Орджоникидзе был опубликован сборник Д. Измайлова «Ингушские песни».

## Типология
По содержанию ингушские народные песни подразделяются на следующие:
- героико-эпические песни — илли (например, «Илли о строительстве башни», «Махкинан»)
- исторические песни: об исторических событиях и личностях
- лирические песни (например, «Далёкая любовь», «У реки»)
- свадебные песни
- песни-плачи
- колыбельные
- духовные песни (назым)